# Lichenophanes bechyneorum
Lichenophanes bechyneorum är en skalbaggsart som beskrevs av Vrydagh 1959. Lichenophanes bechyneorum ingår i släktet Lichenophanes och familjen kapuschongbaggar. Inga underarter finns listade i Catalogue of Life.